# Hernani Club Rugby Elkartea
L'Hernani Rugby Elkartea és un club de rugbi basc de la localitat d'Hernani, en la comarca de Donostialdea (Guipúscoa, País Basc).
El camp on juga com a local és el Landare i els seus colors són el blanc, el verd i el vermell.

## Palmarès
- 4 Subcampionats de lliga a Divisió d'Honor: 1980, 1981, 1982 i 1984.
- 1 Subcampionat de la Copa FER: 1978.